# Холмщина

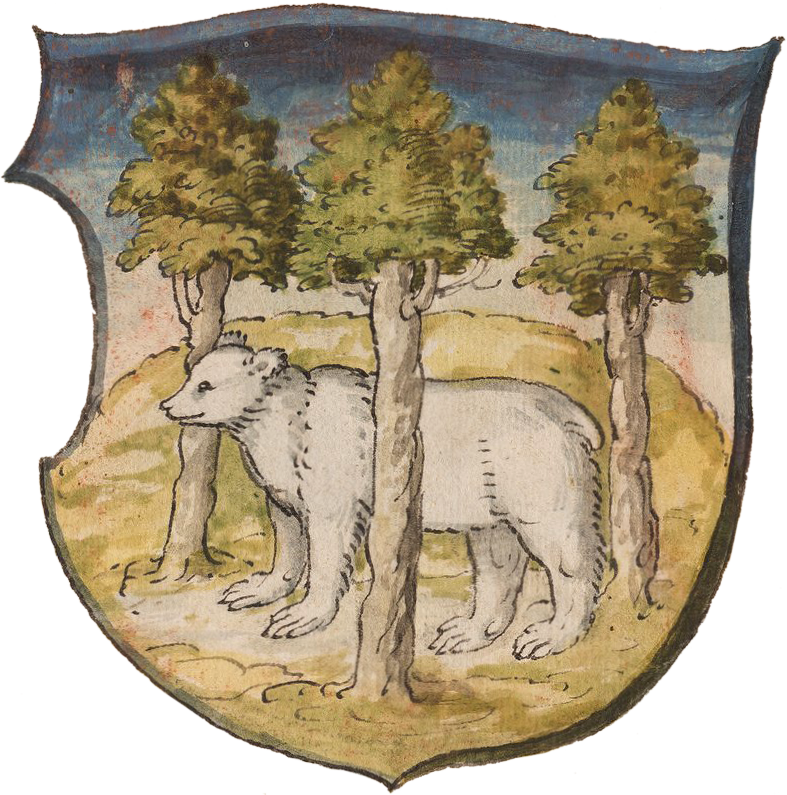
Геральдический символ Холмской земли — медведь

Хо́лмщина (Холмская земля, Холмская Русь, Забужская Русь, Забужье) — историческая область XIII — начала XX веков на левобережье Западного Буга с центром городом Холм (ныне Хелм). Часть Червонной Руси.
Так называемые червенские города Владимир I Святославич присоединил к Киевской Руси в 981 году. В 1018 году их завоевал Болеслав I Храбрый, с 1031 года их вернул в состав Киевской Руси Ярослав Мудрый, где они стали частью Волынского и Галицко-Волынского княжества. В состав этого княжества вошла большая часть Холмщины.
После смерти Даниила Галицкого в 1264 году Холмщина была выделена в удельное княжество, затем вернулась под власть галицкого князя (см. Юрий Львович). В XIV веке земли Холмщины перешли к Польскому королевству и Великому княжеству Литовскому, которые затем объединились. Холм стал центром Холмской земли в составе Русского воеводства.

Величайшая святыня Холмщины — Богоматерь Холмская

В городах Холмщины поселилось много поляков и евреев, но они сохраняли смешанный этнический характер. Червоно-русское население преобладало также в Тишивцах, а в Красныставе составляло около трети. Сельские местности имели полностью славянский характер. 

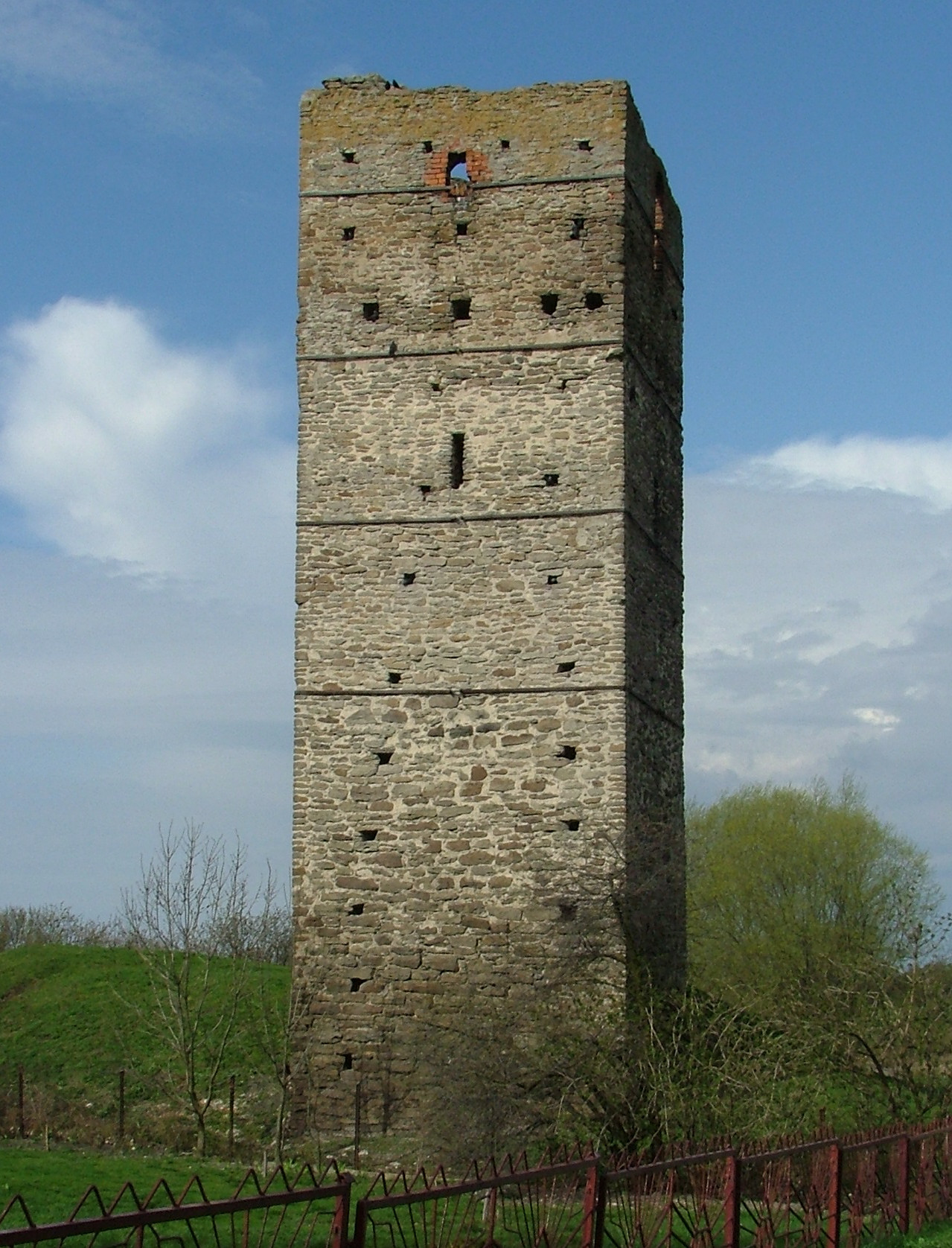
Башня в Столпье (вторая половина XIII века)

После первого раздела Польши (1772) северная часть Холмщины осталась за Польшей, а южная отошла к Австрии. По третьему разделу в 1795 году к Российской империи отошли небольшая часть Холмщины от р. Буга до литовской границы, а остальная её часть отошла к Австрии. По Венскому договору 1815 года вся Холмщина вошла в состав Царства Польского в составе Российской империи.
Чтобы уменьшить влияние католической церкви на общественную жизнь Польши после Польского восстания 1863—1864 годов, царское правительство приняло решение о переводе в православие греко-католиков Холмщины. Жители села Пратулин отказались переходить в православие. 24 января 1874 года верующие собрались возле приходской церкви, чтобы воспрепятствовать передаче храма под управление Православной церкви. После этого отряд солдат открыл огонь по людям. Погибло 13 человек (пратулинские мученики). 11 мая 1875 года было провозглашено воссоединение холмских униатов с православной церковью.

В 1879 году с целью православной и государственной пропаганды было основано «Холмское православное св. Богородицкое братство», которому покровительствовал сам император, а его членами были бывшие и настоящие министры, члены Государственного совета, губернаторы, судебные чины. 

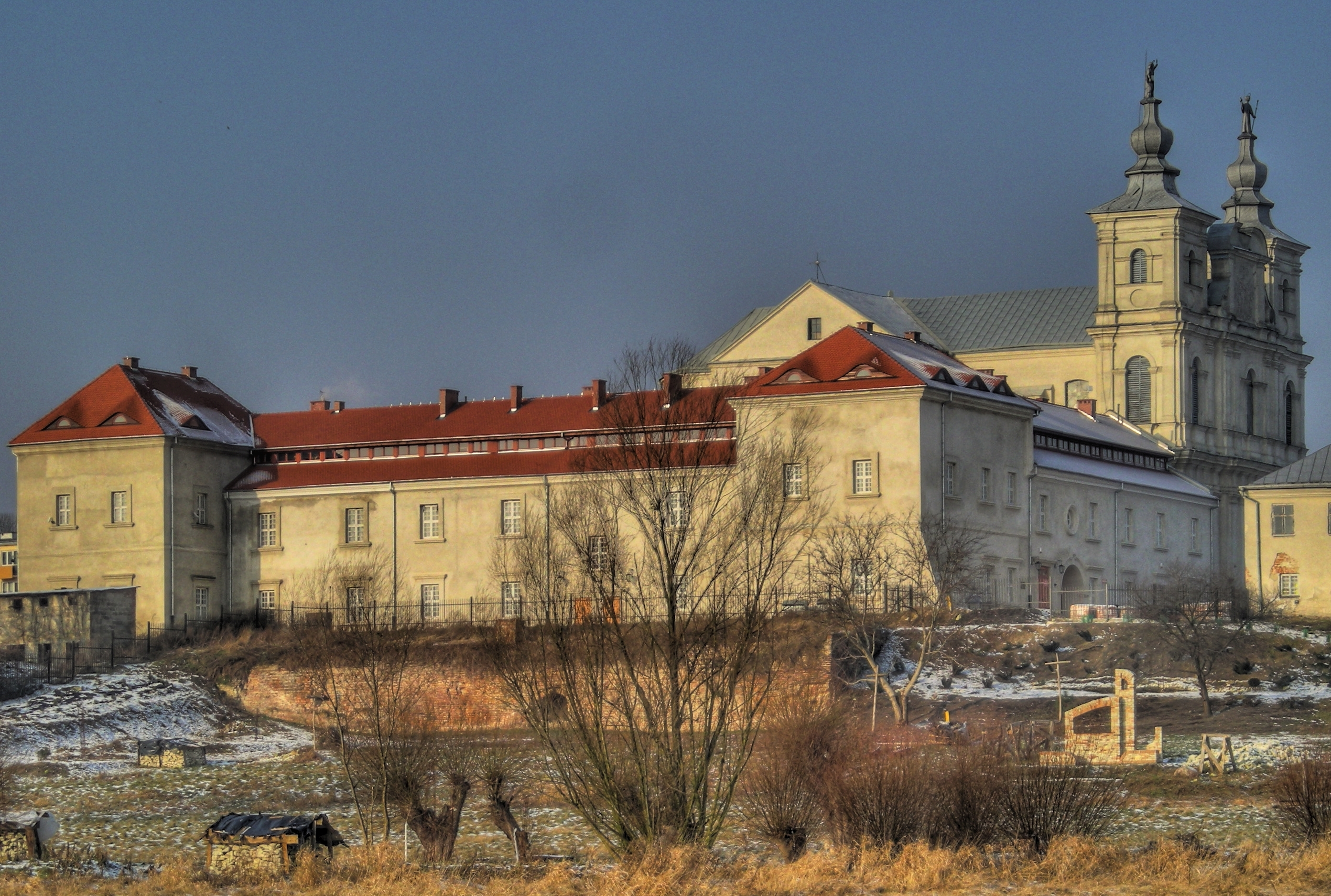
Один из холмских городов — Красныстав

В 1905 году после указа императора Николая II, «об укреплении начал веротерпимости», часть бывших греко-католиков перешла в католицизм; на Холмщине в католицизм перешло 200 тыс. человек.
В начале XX века епископ Холмский и Люблинский Евлогий (Георгиевский) выдвинул в Думе предложение о выделении Холмщины из Царства Польского. В 1912 году закон об учреждении Холмской губернии, выделенной из Привислинского края, был принят. Все население Холмской губернии, по данным официальной российской статистики, составляло около 760 тыс. человек, из которых католики составляли 311 тыс., православные — 305 тыс., иудеи — 115 тыс., протестанты — 28 тыс. На 1 января 1910 года в Холмской губернии из всего населения 912 095 человек украинцы составляли 446 839, то есть 50,1 %, поляки — 30,5 %, евреи — 15,8 %. В 1916 году оккупационные власти Германии и Австро-Венгрии организовали перепись населения, которая показала, что поляки составляли 72,6 % жителей Холмщины, украинцы 19,4 %, евреи 7,1 %, остальные 0,9 %.
Во время Первой мировой войны в 1915 году Холмщина была занята немецкими и австро-венгерскими войсками. При этом примерно до 2/3 украинского населения было в течение июня-июля 1915 г. принудительно эвакуировано с территории Холмской губернии вглубь Российской империи. Австро-венгерские оккупанты также проводили эвакуацию украинского населения из прифронтовой зоны. С территории Холмщины ими было вывезено вглубь Польши до 80 тыс. украинцев. С 1919 года Холмщина вошла в состав возрождённого самостоятельного польского государства.
Во время Второй мировой войны (1939—1944) украинцы хотели украинизировать Холмщину и стремились избавиться от поляков, прося переселения у немцев, а также совершали многочисленные убийства польского населения.
Выселение российскими и австро-венгерскими властями украинских жителей, полонизация части украинских католиков, учёт всех римокатоликов как поляков, а также активная польская колонизация привели в 1940-е годы к тому, что поляки составляют почти 100 % жителей Холмщины.
Во время Второй мировой войны украинско-польское противостояние, сопровождавшееся массовыми убийствами мирного населения в 1943—1944 годах, затронуло и Холмщину (Волынская резня, Резня в Сахрыни).
По соглашению с Польской Народной Республикой (1944) большинство украинского населения Холмщины было переселено в УССР. Почти всех украинцев, оставшихся в Польше после переселения (более 150 тысяч), кроме римокатоликов, польская власть депортировала в 1947 году на северо-западные земли Польши в рамках операции «Висла».